# Aspidium megaphyllum
Aspidium megaphyllum là một loài dương xỉ trong họ Tectariaceae. Loài này được Mett. mô tả khoa học đầu tiên năm 1864.
Danh pháp khoa học của loài này chưa được làm sáng tỏ. 